# 読売自動車大学校
専門学校 読売自動車大学校（せんもんがっこうよみうりじどうしゃだいがっこう）は、学校法人読売理工学院が運営している東京都江東区亀戸にある自動車整備士を養成する専門学校。

## 概要
1982年（昭和57年）4月に、姉妹校の読売東京理工専門学校（三田校）現在の読売理工医療福祉専門学校から自動車整備学科が分離独立し、読売江東理工専門学校（江東校）として開校した。
2006年（平成18年）4月に、学校名を専門学校 読売自動車大学校に改称した。
一級自動車整備士または二級自動車整備士の資格取得後、車体整備、カスタムボディ、モータースポーツまで多彩な技術が学べる総合自動車整備学校となっている。
読売新聞の新聞販売店で新聞配達で働きながら通学する新聞奨学生の奨学金制度を利用することもできる。

## 設置学科
1級整備学科
- 1級自動車整備士コース（4年制）

自動車整備学科
- 2級自動車整備士コース（2年制）

## 交通アクセス
- 最寄駅はJR、東武亀戸線の亀戸駅から徒歩5分。

- 所在地、〒136-0071 東京都江東区亀戸2-28-5

## 姉妹校
- 姉妹校に「放送・メディア系学科」、「建築・電気系学科」、「医療・福祉系学科」の読売理工医療福祉専門学校（小石川校）がある。